# Johannes Reinhard
 Johannes Richard Reinhard (* 13. September 1870 in Loschwitz bei Dresden; † 26. Februar 1964 in Hamburg) war ein deutscher Politiker (CDU), evangelisch-lutherischer Theologe und Pastor.

## Ausbildung
Johannes Reinhard war der Sohn eines Chemikers und Fabrikdirektors und absolvierte das Gymnasium in Dresden. Er machte dort am 23. März 1889 seinen Abschluss und leistete im Anschluss in den Jahren 1889/90 seinen Militärdienst im Leib-Grenadier-Regiment Nr. 100 ab. Seine Militärzeit beendete er als Vicefeldwebel der Reserve.
Er studierte von 1890 bis 1894 an den Universitäten in Erlangen und Leipzig Theologie und Philosophie. Am 9. März 1894 legte er die erste theologische Prüfung ab und trat sein Vikariat am evangelisch-lutherischen Missionshaus zu Leipzig an. Das zweite Examen folgte am 1. Juni 1896. Dort erhielt er auch im selben Jahr für seine Arbeit den Preis der Ammon'schen Stiftung. Er promovierte 1905 zum Lic. theol. und 1907 zum Dr. phil.

## Theologischer Werdegang
Von 1894 bis 1898 war er als wissenschaftlicher Lehrer (Oberlehrer) am Königlichen Gymnasium in Leipzig tätig und 1898 wurde ihm das Pfarramt in Sachsendorf bei Wurzen/Sachsen zugewiesen. Von 1904 bis 1912 arbeitete er wieder als Oberlehrer und ab 1906 als Professor an der Fürstenschule zu Grimma. 1912 wechselte er im zweiten Anlauf als Pastor der St. Johannis-Kirche nach Hamburg-Harvestehude. Dort war er in dieser Stellung durchgehend bis 1947 tätig.
Er war klarer Gegner der Deutschen Christen und musste deshalb mit Protesten seitens der NSDAP leben. Er war aber nicht gegen den Nationalsozialismus eingestellt, sondern stand eher hinter ihm. Er fertigte zum Beispiel 1940 einen kriegsfreundlichen, anti-englischen Artikel in der Hamburgischen Kirchenzeitung (Zum Entscheidungskampf) an. In dem Artikel wird Adolf Hitler zum „Vollstrecker eines von ihm nicht beabsichtigten leidvollen Schicksals“ stilisiert und die englische Haltung wurde als „angewandtes Judentum“ bezeichnet.
Von 1925 bis 1933 gehörte er dem Kirchenrat (Kirchenleitung) sowie der Synode der Evangelisch-Lutherischen Kirche im Hamburgischen Staate an und war von 1940 bis 1945 Vertreter des Landesbischofs Franz Tügel. Er folgte 1935 einer Berufung an den Kirchlichen Disziplinarhof und war 1940 war als Vertreter des geistlichen Beisitzers in die Disziplinarkammer berufen worden.
Nach Ende des Zweiten Weltkrieges setzte er sich erfolgreich für die Gründung einer theologischen Fakultät und die Schaffung eines missionswissenschaftlichen Lehrstuhls in Hamburg ein. Um dieses zu erreichen, setzte er vor allem auf seinen Kontakt zu dem Senator Heinrich Landahl. Am 19. Mai 1954 wurde er von der Universität Hamburg zu ihrem Ehrensenator ernannt. Ein Jahr später machte ihn die Theologische Fakultät zudem zu ihrem ersten Ehrendoktor.

## Politik
Während der Weimarer Republik war er Mitglied des extrem nationalistischen und antisemitischen Alldeutschen Verbandes und trat 1921 als Festredner beim rechtsradikalen Junglehrerbund Baldur auf. Zudem war er Mitglied der Deutschnationalen Volkspartei (DNVP) und trat bei Versammlungen als Redner auf.
Nach Ende des NS-Regimes wurde Johannes Reinhard am 15. August 1946 in den CDU-Landesvorstand gewählt und 1960 Ehrenvorsitzenden seiner Partei ernannt.
Er wurde 1946 von der britischen Besatzungsmacht als Repräsentant der evangelischen Kirche in die Ernannte Bürgerschaft berufen. Zunächst der Fraktion der Parteilosen angehörend, schloss er sich im Juni 1946 mit der Gruppe um Bürgermeister Rudolf Petersen der CDU-Fraktion an. Am 13. Oktober 1946 zog er für die CDU in die erste frei gewählte Hamburgische Bürgerschaft seit 1933 ein und blieb bis 1953 ihr Mitglied. In dieser Zeit übernahm er von 1946 bis 1949 den Posten des Alterspräsidenten.
Er war zudem Deputierter der Schulbehörde, Vorsitzender des Ausschusses für das Schulgesetz und nach seiner Mandatszeit von 1953 bis 1963 Mitglied des Verfassungsgerichts.

## Ehrungen
- 1926 Großes Kreuz des russischen Roten Kreuzes
- 1954 Ehrensenator der Universität Hamburg[2]
- 1955 Ehrendoktor der Theologischen Fakultät
- 1955 Silberne Medaille für treue Arbeit im Dienste des Volkes
- 1960 zum 90. Geburtstag die Bugenhagenmedaille der Landeskirche
- 1960 Großes Verdienstkreuz des Verdienstordens der Bundesrepublik Deutschland